# 类蜀黍
类蜀黍（学名：Euchlaena mexicana）为禾本科类蜀黍属下的一个种。其种加词“mexicana”意为“墨西哥的”。
现接受名为墨西哥野玉米（Zea mexicana (Schrad.) Kuntze, 1904）。